# 开封黄河大桥 (大广高速)
大广高速开封黄河大桥，原名“阿深高速开封黄河大桥”，又称“开封黄河二桥”，位于中国河南省开封市北部，是大广高速公路（原规划“阿荣旗至深圳高速公路”）河南段跨越黄河干流的一座特大型桥梁，北岸为新乡市封丘县陈桥镇，南岸为开封市祥符区袁坊乡。大桥由河南省交通规划勘察设计院设计，中铁四局集团负责施工，于2004年7月30日开工建设，2006年7月15日主桥合龙，2006年11月28日建成通车。
大桥由民营企业河南鸿宝集团投资建设，经河南省发展和改革委员会“豫发改设计〔2004〕1104号”、“豫发改设计〔2006〕272号”文件批准，核定概算210,534万元人民币。河南鸿宝集团通过招标获得该桥30年期限的经营权，包括建设管理权、运营管理权、车辆通行费收费权、广告经营权等特许权。

## 设计
大广高速开封黄河大桥全长7,837.68米，桥跨布置为：16×35米连续箱梁+33×50米连续T梁+1联（85米+6×140米+85米）部分斜拉桥+41×50米连续T梁+73×35米连续箱梁。桥面为双向六车道，引桥采用上下行分离式，主桥采用整体式，桥面净宽2×15米。其中，49～57号墩为主桥，全长1010.24米，上部为双塔双索面预应力混凝土矮塔斜拉桥，主跨140米；下部采用直径2.0米的钻孔桩基础，每个桥墩设3排26根桩基，承台高4.0米。
斜拉索布置采用竖琴型，结构体系为主墩处塔梁固结，中间桥塔处主梁与桥墩固结，其他桥塔处主梁通过支座简支在桥墩上。主梁采用预应力混凝土单箱三室截面，桥面全宽37.4米，设纵、横、竖三向预应力，根部梁高5.0米，高跨比1/28，跨中梁高2.5米，高跨比1/56，梁高按二次抛物线变化，箱梁顶宽37.4米，箱梁底宽16.0～26.0米，边腹板斜置。主梁除支点处设置横隔墙外，每根拉索锚固点设有隔墙。桥塔为实心矩形截面，顺桥向长6.0米，横桥向宽1.7米，桥面以上塔高为36.0米（结构高度28.0米），塔高与跨径之比为1/5，布置在外侧护栏外侧，与主梁固结。主桥下部为箱型薄壁墩、群桩基础，墩高12.8～15.0米，墩长宽均为6.0米。主梁、桥塔、桥墩均采用C50混凝土。
桥塔和斜拉索位于外侧护栏以外，每个桥塔两侧对称布置11对斜拉索，每根斜拉索共34根直径15.24毫米的环氧填充型钢绞线，梁上索距为4.0米，塔上索距为1.0米；主梁上桥塔处无索区长47米，跨中无索区长13米。
大桥采用平交方式与黄河大堤交叉，沿大堤在公路两侧各50米范围内堤顶按50年预计加高值提前加高与公路齐平，两侧按1：50放坡与现有大堤顺接，加高后堤顶宽不小于10.5米。大堤顶处，高速公路中央分隔带设置开口，路基边缘采用活动护栏，方便紧急防汛交通，将堤顶道路改线至大堤外高架桥下通过。

### 技术标准
- 设计荷载：汽车－超20级、挂车－120
- 设计行车速度：120千米每小时
- 桥面布置：双向六车道，全宽37.4米=1.7米（布索区）+0.5米（护栏）+15米（行车道）+3米（中央分隔带）+15米（行车道）+0.5米（护栏）+1.7米（布索区）
- 桥面坡度：2%，双向横坡
- 设计洪水频率：1/300
- 通航净空：净宽35米，净高8米
- 地震动峰值加速度：0.1g[7]

### 工程特点
1. 主桥采用七座桥塔，象征“七朝古都”开封[9]，桥塔数量以及八个连续桥跨数量，居中国矮塔斜拉桥第一。
2. 在中国内地首次采用由日本引进的环氧填充型钢绞线斜拉索体系作为主桥斜拉索。
3. 国内第一次在主桥鞍座部分采用耐老化、高强度的高密度聚乙烯（HDPE）分丝管结构，并申请国家专利。
4. 国内第一次采用万吨抗震球形支座用于桥塔支撑。
5. 国内第一次在50米T梁安装时采用双固定墩结构[10]。

## 维护
2015年6月，中华人民共和国交通运输部专家对大桥进行了监测并提出一系列的整改要求，随后，河南大广高速黄河大桥有限公司对大桥进行了四项整改：一、增加检测费用、扩大检测范围、加密检测频率；二、增设14个主桥万吨支座永久性检查平台，修复支座防尘罩；三、对箱梁裂缝、混凝土泛碱、墙式护栏局部露筋、锈胀进行修补维护；四、对梁端和塔端索导管外漏钢构件进行除锈刷漆。这些整改工作已于2016年11月全部完成。